# Distretto di Shwak
Il distretto di Shwak è un distretto dell'Afghanistan appartenente alla provincia della Paktia. Conta una popolazione di 5.640 abitanti (dati 2015).